# Añatuya
Añatuya är en kommunhuvudort i Argentina.   Den ligger i provinsen Santiago del Estero, i den norra delen av landet, 800 kilometer nordväst om huvudstaden Buenos Aires. Añatuya ligger 111 meter över havet och antalet invånare är 20 261.
Terrängen runt Añatuya är mycket platt. Añatuya är det största samhället i trakten.
Trakten runt Añatuya består i huvudsak av gräsmarker. Runt Añatuya är det mycket glesbefolkat, med 6 invånare per kvadratkilometer.